# Xherdan Shaqiri
Xherdan Shaqiri (albanskt uttal: [dʒɛrˈdan ʃaˈciɾi]), född 10 oktober 1991 i Gjilan, Kosovo, är en schweizisk fotbollsspelare av kosovoalbansk härkomst som spelar för Chicago Fire och för det schweiziska landslaget. Shaqiri flyttade 1992 tillsammans med sina föräldrar och syskon till Basel, Schweiz.

## Klubblagskarriär
Xherdan Shaqiri spelade för SV Augst och Basels ungdomslag. Han var med i Nike Cup 2007 för Basels U15 och blev utsedd till turneringens bästa spelare. Trots att flera klubbar försökte värva Shaqiri, beslöt han sig för att stanna i Basel. Två år senare, den 2 januari 2009, skrev han sitt första proffskontrakt med Basel, ett tvåårskontrakt fram till januari 2011. Shaqiri gjorde sin a-lagsdebut för Basel den 12 juli 2009 i öppningsmatchen av säsongen 2009-10 mot St. Gallen, som vann matchen med 2-0. Shaqiri blev inbytt i den 62:e minuten. Hans första mål för Basel kom den 9 november 2009 mot Neuchâtel Xamax. Basel vann med 4-1. Samma säsong vann han den schweiziska cupen och ligan, Axpo Super League, med Basel. Han vann också ligan med Basel säsongen därpå, 2010-11, med ett poäng före FC Zürich. Den 9 februari 2012 bekräftade Bayern München att de nått en överenskommelse med Basel angående Shaqiri och att när transferfönstret sommaren 2012 öppnade skulle han lämna för den tyska storklubben.
Den 8 januari 2015 skrev Xherdan Shaqiri på ett kontrakt med den italienska klubben Inter.
Den 13 juli 2018 meddelade Liverpool att man har värvat Xherdan Shaqiri.
Den 23 augusti 2021 skrev han på ett kontrakt med den franska klubben Lyon.
Den 9 februari 2022 värvades Shaqiri av amerikanska Chicago Fire.

## Landslagskarriär
Shaqiri blev schweizisk medborgare genom naturalisation. Han gjorde sin debut för U21-landslaget den 14 november 2009 mot Turkiet i EM-kvalet. Schweiz vann med 3-1 och Shaqiri blev utbytt i 60:e minuten. Hans första mål för U21-landslaget kom den 11 juni 2011 i U21-EM mot Danmark då han gjorde matchens enda mål. Shaqiris debut för det schweiziska landslaget var i en vänskapsmatch mot Uruguay den 3 mars 2010. Uruguay förlorade matchen med 3-1. Han gjorde sitt första mål för Schweiz den 7 september 2010 mot England i kvalet till EM 2012. Matchen slutade 3-1 till England.. Han gjorde dessutom tre mål i VM 2014, alla tre i samma match.

## Meriter
Bayern München
- Bundesliga: 2012/2013, 2013/2014
- UEFA Champions League: 2012/2013
- DFB-Pokal: 2012/2013, 2013/2014
- Tyska supercupen: 2012
- Uefa Super Cup: 2013
- Världsmästerskapet i fotboll för klubblag: 2013

### Liverpool
- Premier League: 2020
- UEFA Champions League: 2019
- UEFA Super Cup: 2019
- VM för klubblag: 2019